# ISO 3166-2:AT
ISO 3166-2:AT este o secțiune a ISO 3166-2, parte a standardului ISO 3166, publicat de Organizația Internațională de Standardizare (ISO), care definește codurile pentru diviziunile Austriei (a cărui cod ISO 3166-1 alpha-2 este AT).
În prezent 9 landuri federale au asignate coduri. Fiecare cod începe cu AT-, urmat de o cifră (1–9, în ordine alfabetică).

## Codurile actuale

Harta Austriei cu fieacare land etichetat cu partea a doua a codului ISO 3166-2

Codurile și numele diviziunilor sunt listate așa cum se regăsesc în standardul publicat de Agenția de Mentenanță a standartului ISO 3166 (ISO 3166/MA). Faceți click pe butonul din capul listei pentru a sorta fiecare coloană
| Cod  | Numele diviziunii  |
| ---- | ------------------ |
| AT-1 | Burgenland         |
| AT-2 | Carintia           |
| AT-3 | Austria Inferioară |
| AT-4 | Austria Superioară |
| AT-5 | Salzburg           |
| AT-6 | Stiria             |
| AT-7 | Tirol              |
| AT-8 | Vorarlberg         |
| AT-9 | Viena              |